# ジェイアール東海商事
ジェイアール東海商事株式会社（ジェイアールとうかいしょうじ、英: JR Tokai Corporation）は、愛知県名古屋市中村区に本社を置く東海旅客鉄道(JR東海)の子会社（連結子会社）。

## 概要
JR東海と三菱商事の共同出資で1988年（昭和63年）にジェイアールエムシー東海株式会社として設立され、1990年（平成2年）4月に現商号へ変更。基幹建設資材の開発・販売やオフィス用品、食材などの調達・販売などを行っている。
JR東海とJR東海グループ会社の社員専用サービスを提供しており、三菱UFJニコスと提携してJRTCカード（クレジットカード）、ENEOS ASSOCカード（給油専用カード）の発行を行っている。
2009年（平成21年）10月には愛知県常滑市の遊休農地約8600m2を地元農家から借り入れ、レタスやトマトを水耕栽培するガラスハウス3棟を建設し「常滑農場」を開園した。この農場で収穫されたレタスやトマトは、2010年（平成22年）4月1日より「のぞみ畑」というブランドでJR名古屋駅構内の一部店舗で販売されているサンドイッチやサラダの具として、名古屋マリオットアソシアホテルやホテルアソシア名古屋ターミナル（営業終了）などの飲食店舗で使用されており、ジェイアール名古屋タカシマヤの野菜売り場で販売するとともに、同農園から獲れたトマトや人参を使ったフリーズドライのスープが東海キヨスクの一部店舗にて販売されている。
この他、JR東海所有車両を意匠した鉄道グッズの製造・販売およびライセンス管理も行っている。グッズは自社オンラインショップ（下記参照）のほか、ベルマートやジェイアール東海パッセンジャーズによる新幹線車内販売に委託している。
また、かつて「Lini」というブランド名の清涼飲料水をJR東海の駅構内などで販売していた。

## JR東海MARKET
オンラインショップJR東海MARKETの運営を行っている。前進は東海道新幹線グリーン車車内誌『ひととき』掲載のカタログ通販「いいもの探訪」（同企画もオンラインショップとして継続）。利用には要会員登録。
主な取り扱い商品としてJR東海管内の名産品（食品・酒・雑貨）の他、並ばなければ買えない名古屋駅銘菓ぴよりんの予約販売、駅弁予約、スマートEX会員向けの体験イベント（コト消費）の企画催行募集なども行う。
また、名古屋駅には注文品を受け取れる「スマートPick Box」を設置している。

### 新幹線貨物物流
「いいもの探訪」の一環で、新幹線（こだま号）を利用し、ジェイアール東海物流と共同で商品を貨物輸送し、物産展などに卸している。

### JR東海鉄道倶楽部
鉄道放出品の販売をJR東海MARKET内で不定期開催している。この営業のため、古物営業法での古物商の免許を取得している。

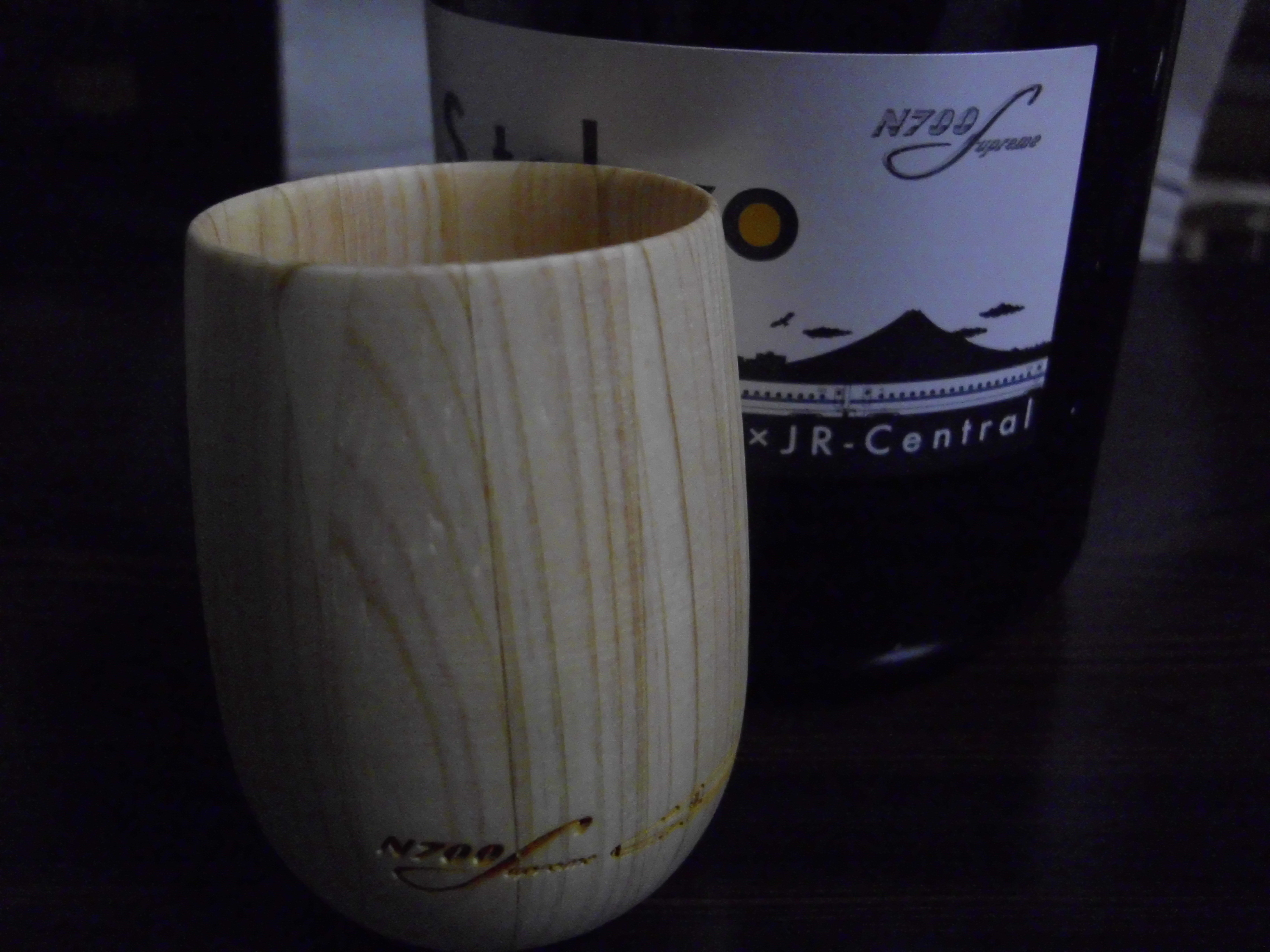
中澤酒造のN700S日本酒と猪口（いいもの探訪）
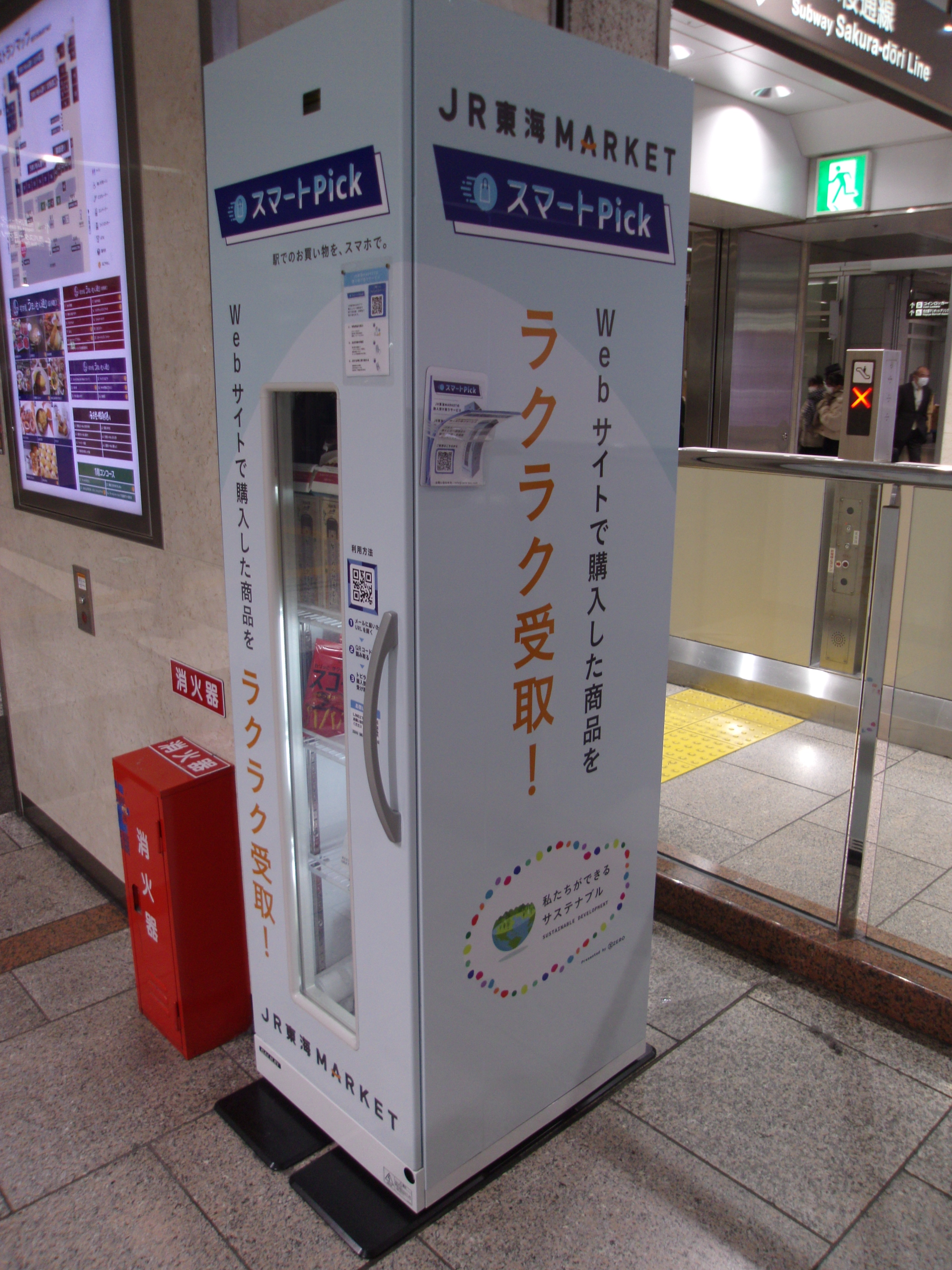
名古屋駅のスマートPick
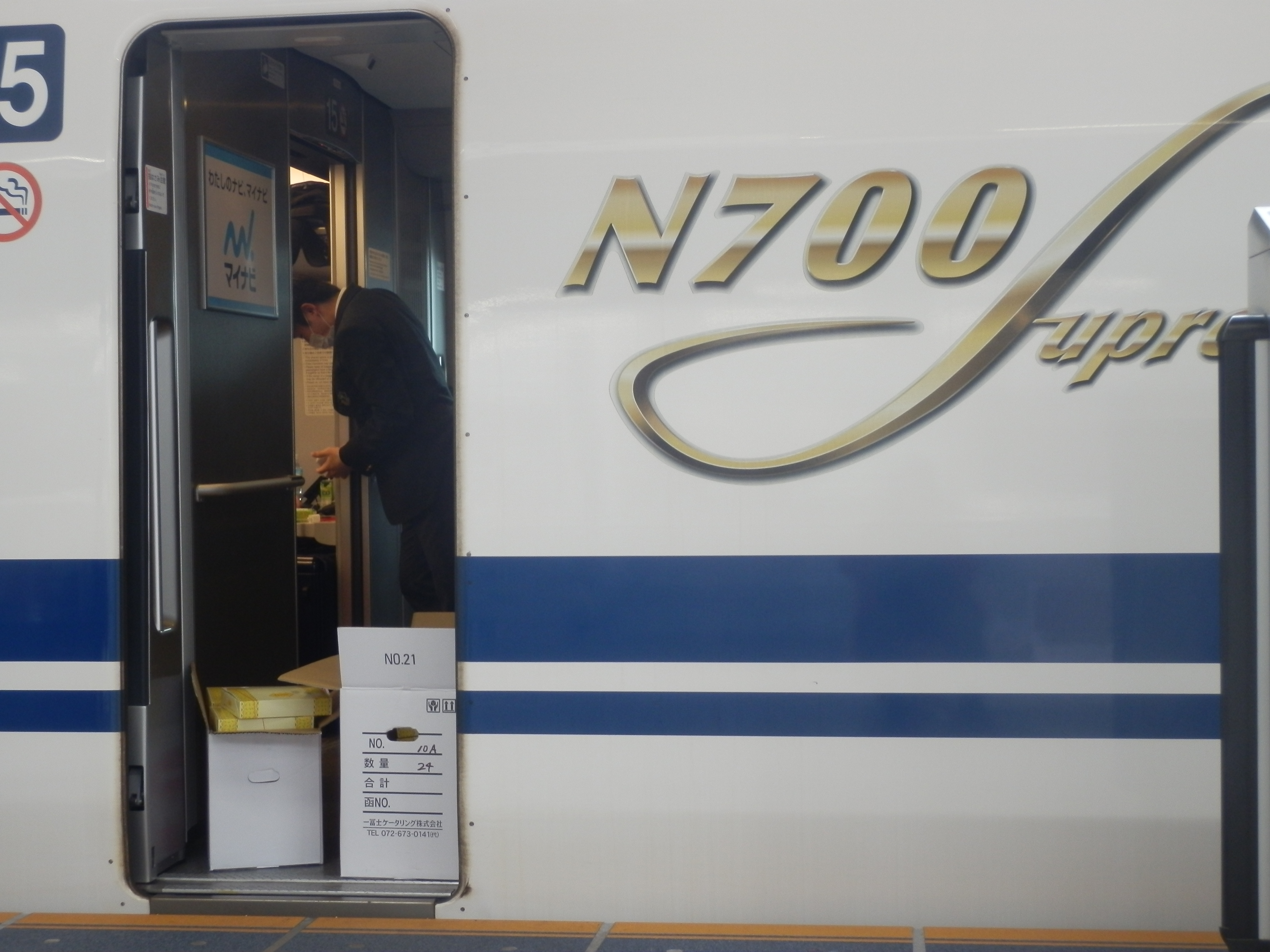
ジェイアール名古屋タカシマヤ駅弁フェア納入品の新幹線輸送
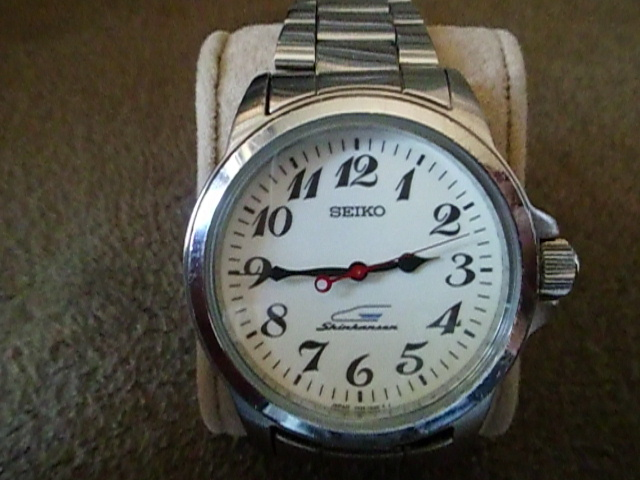
鉄道倶楽部で抽選販売された東海道新幹線乗務員用腕時計

## 事業所

### 本社
- 本社
  - 所在地：愛知県名古屋市中村区名駅一丁目1番4号（JRセントラルタワーズ32F）

### 支社等
- 東京支社
  - 所在地：東京都千代田区丸の内一丁目9番1号（丸の内中央ビル10F）
- 浜松出張所
  - 所在地：静岡県浜松市中央区南伊場町1番1号（JR東海浜松工場内）
- 静岡駐在
  - 所在地：静岡県静岡市駿河区八幡一丁目1番4号（東海整備(株)ビル3F）